# Abraxas granulifera
Abraxas granulifera är en fjärilsart som beskrevs av W. Warren 1898. Abraxas granulifera ingår i släktet Abraxas och familjen mätare. Inga underarter finns listade i Catalogue of Life.